# 1999 EQ4
1999 EQ4 är en asteroid i huvudbältet som upptäcktes den 13 mars 1999 av den kroatiska astronomen Korado Korlević vid Višnjan-observatoriet.
Asteroiden har en diameter på ungefär 11 kilometer och den tillhör asteroidgruppen Eos.